# Benetton B195
Benetton B195 je Benettonov dirkalnik Formule 1, ki je bil v uporabi v sezoni 1995, ko sta z njim dirkala Michael Schumacher in Johnny Herbert. B195 je najuspešnejši Benettonovih dirkalnik, saj je Michael Schumacher z njim na sedemnajstih dirkah osvojil devet zmag, eno drugo in eno tretje mesto, s čimer je z veliko prednostjo osvojil svoj drugi zaporedni dirkaški naslov, Verstappen pa je osvojil še dve zmagi, eno drugo in ene tretje mesto, tako da je Benetton osvojil svoj edini konstruktorski naslov prvaka. Več zmag so Schumacherju preprečila kar tri trčenja z Damonom Hillom, je pa Nemec dosegel tudi vse štiri najboljše štartne položaje dirkalnika B195, toda po tej sezoni se je zmagovita naveza Schumacher-Byrne-Brawn preselila k Ferrariju, Benneton pa ni nikoli več dosegel takšnih uspehov.

## Popolni rezultati Formule 1
(legenda) (Odebeljene dirke pomenijo najboljši štartni položaj)
| Leto | Moštvo   | Motor       | Gume | Dirkača            | 1   | 2   | 3   | 4   | 5   | 6   | 7   | 8   | 9   | 10  | 11  | 12  | 13  | 14 | 15  | 16  | 17  | Toč | Prv |
| ---- | -------- | ----------- | ---- | ------------------ | --- | --- | --- | --- | --- | --- | --- | --- | --- | --- | --- | --- | --- | -- | --- | --- | --- | --- | --- |
| 1995 | Benetton | Renault V10 | G    |                    | BRA | ARG | SMR | ŠPA | MON | KAN | FRA | VB  | NEM | MAD | BEL | ITA | POR | EU | PAC | JAP | AVS | 137 | 1.  |
| 1995 | Benetton | Renault V10 | G    | Michael Schumacher | 1   | 3   | Ret | 1   | 1   | 5   | 1   | Ret | 1   | 11  | 1   | Ret | 2   | 1  | 1   | 1   | Ret | 137 | 1.  |
| 1995 | Benetton | Renault V10 | G    | Johnny Herbert     | Ret | 4   | 7   | 2   | 4   | Ret | Ret | 1   | 4   | 4   | 7   | 1   | 7   | 5  | 6   | 3   | Ret | 137 | 1.  |